# الصين وأسلحة الدمار الشامل
طوًرت جمهورية الصين الشعبية أسلحة الدمار الشامل وامتلكتها، بما فيها الأسلحة الكيميائية والنووية. أجرت الصين أول اختبارات الأسلحة النووية عام 1964، وأول اختبار على قنبلة هيدروجينية عام 1967. استمرت الاختبارات حتى عام 1996، عندما وقّعت الصين معاهدة الحظر الشامل للتجارب النووية. وافقت الصين على معاهدة حظر الأسلحة البيولوجية عام 1984 وصادقت على معاهدة حظر الأسلحة الكيميائية عام 1997.
عدد الرؤوس الحربية النووية في الترسانة الصينية سر حكوميّ. تختلف التقديرات حول حجم الترسانة الصينية. قدّر اتحاد العلماء الأمريكيين عام 2015 امتلاك ترسانة الصين نحو 260 رأسًا حربيًا، مما يجعلها ثاني أصغر ترسانة نووية بين الدول النووية الخمس المُعترفة من قبل معاهدة الحد من انتشار الأسلحة النووية. وفقًا لبعض التقديرات، تستطيع الصين «مضاعفة عدد الرؤوس الحربية على الصواريخ التي تشكّل تهديدًا على الولايات المتحدة بحلول منتصف عشرينيات القرن الحالي».
أصدرت الصين في بداية العام 2011 ورقة دفاع بيضاء، أعادت فيها طرح سياستها النووية حول الحفاظ على الحد الأدنى من الرّدع والتّعهد بعدم الاستخدام الأول لتلك الأسلحة ضد الخصم في حال نشوب حرب، لكن الصين لم تحدّد بعد ما تعنيه بـ«الحد الأدنى من الموقف الرادع».
هذه الفكرة، إلى جانب حقيقة «نشرها أربعة صواريخ باليستية جديدة ذات قدرة نووية، تدعو للقلق حول مستوى وعزم الصين ترقية برنامجها النووي».

## الأسلحة الكيميائية
وقّعت الصين على معاهدة حظر الأسلحة الكيميائية في 13 يناير عام 1993، وصادقت عليها في 25 أبريل عام 1997.
تبين أن الصين زوّدت ألبانيا بمخزون صغير من الأسلحة الكيميائية في السبعينيات خلال فترة الحرب الباردة.

## الأسلحة البيولوجية
وقعت الصين على اتفاقية حظر الأسلحة البيولوجية وأكّد المسؤولون الصينيون عدم تورّط بلدهم بأي أنشطة بيولوجية ذات تطبيقات عسكرية هجومية. لكن التقارير أشارت إلى امتلاك الصين برنامجَ أسلحةٍ بيولوجيةٍ نشطًا في الثمانينيات.
صرّح كانتاجان أليبيكوف، المدير السابق لأحد برامج الحرب الجرثومية السوفيتية، أن الصين عانت من حادث خطير ضمن أحد معامل الأسلحة البيولوجية في أواخر الثمانينيات. أكّد أليبيكوف تحديد أقمار السوفييت الاستطلاعية مختبرًا للأسلحة البيولوجية وعملًا بالقرب من الموقع لاختبار الرؤوس النووية. يشتبه السوفيت بأن وبائي الحمى النزفية الفيروسية اللذين اجتاحا المنطقة في أواخر الثمانينيات كانا بسبب حادث ضمن مختبر كان يقوم فيه الصينيون باستخدام الأمراض الفيروسية في التسليح.
عبّرت وزيرة الخارجية الأمريكية مادلين أولبرايت عن قلقها حيال إمكانية انتقال السلاح البيولوجي الصيني لإيران أو دولٍ أخرى ضمن رسالة بعثتها إلى عضو مجلس الشيوخ الأمريكي بوب بينيت في يناير من العام 1997. ذكرت أولبرايت استلامها تقارير تخصّ نقل معدّاتٍ ذات استخدام مزدوج (مدني وعسكري) من هيئات صينية إلى الحكومية الإيرانية، وهو ما أشعرها بالقلق. حثت الولايات المتحدة الصين على تبني ضوابط تصدير شاملة للحد من دعم برنامج الأسلحة البيولوجية الإيراني المزعوم. تصرّفت الولايات المتّحدة بناءً على الادّعاءات في 16 يناير عام 2002 بفرض عقوبات على ثلاث شركات صينية متّهمة بدعم إيران بمواد تُستخدم في تصنيع الأسلحة الكيميائية والبيولوجية. ردًا على ذلك، فرضت الصين بروتوكولاتَ ضبطٍ للصادرات على التقنيات البيولوجية ذات الاستخدام الثنائي في أواخر عام 2002.

## الأسلحة النووية

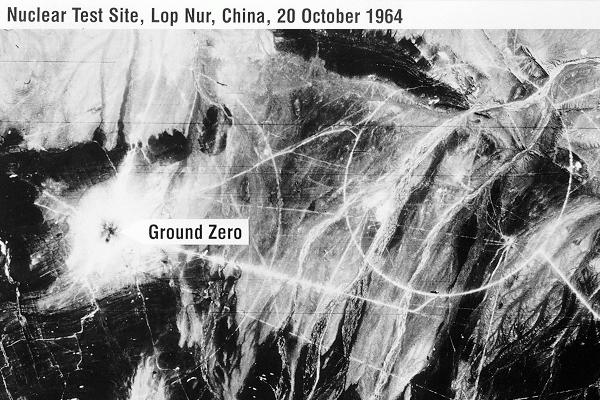
ميدان التجارب النووية لوب نور بعد أربعة أيام من اختبار "596". الصورة التقطها قمر صناعي استخباراتي من طراز KH-4 Corona.

### التاريخ
قرر ماو تسي تونغ بدء برنامج أسلحة نووية صيني خلال أزمة مضيق تايوان الأولى بين عامي 1954 و1955 حول جزر كنمن وماتسو. في حين أنه لم يتوقع مجاراة ضخامة الترسانة النووية الأمريكية، اعتقد ماو بأن امتلاك بضع قنابل نووية سيزيد من المصداقية الدبلوماسية للصين.
بدأت أعمال بناء معامل تخصيب اليورانيوم في كل من بانتو ولانتشو عام 1958، ومنشأة للبلوتونيوم في جيوغوان ومنطقة الاختبار النووي لوب نور عام 1960. قدم الاتحاد السوفيتي العون خلال بدايات البرنامج الصيني عبر إرسال مستشارين للمساعدة في المنشآت المخصصة لإنتاج المواد الانشطارية، ووافق في أكتوبر عام 1957 على تقديم نموذج أوليّ لقنبلة وصواريخ وتقنيات ذات صلة. الصينيون الذين فضلو استيراد التقنيات والمعدّات لتطويرها في الصين، صدّروا اليورانيوم للاتحاد السوفيتي، وأرسل السوفييت لهم صواريخ آر-2 عام 1958.
في ذلك العام، أخبر القائد السوفيتي نيكيتا خروتشوف الزعيم الصيني ماو نيّته مناقشة ضبط عملية التسلح مع كل من الولايات المتحدة وبريطانيا. عارضت الصين سياسة خروتشوف بعد حكم ستالين حول «التعايش السلمي». على الرغم من تأكيد المسؤولين السوفيت للصين بأنها تحت المظلة النووية السوفيتية، لكن الخلافات وسّعت من الانقسام الصيني السوفيتي. في شهر يونيو من العام 1959، أنهت الدولتان رسميًا اتفاقهما حول التعاون العسكري والتقني، وفي شهر يوليو من العام 1960، أُنهيت جميع المساعدات المقدمة للبرنامج النووي الصيني فجأة، وسُحِبَ جميع الفنيين السوفيت من البرنامج.
شعرت الحكومة الأمريكية تحت قيادة كل من جون كينيدي وليندون جونسون بالقلق حيال البرنامج ودرست محاولاتٍ لتخريبه أو الهجوم عليه، لربما بمساعدة تايوان أو الاتحاد السوفييتي، لكن خروتشوف لم يرغب في ذلك. أجرى الصينيون أول اختبار نووي لهم، تحت الاسم الرمزي 596، في 16 أكتوبر عام 1964، واعترفوا بأنه كان من المستحيل لبرنامجهم أن يُكتب له النّجاح لولا مساعدة السوفيت. أجرت الصين اختبارها النووي الأخير في 29 يوليو عام 1996. بحسب المنظمة الأسترالية للمسح الجيولوجي في كانبيرا، بلغت قدرة الاختبار الذي أُجري عام 1996 من 1 إلى 5 كيلوطن. كان ذلك الاختبار الثاني والعشرين تحت الأرض، والاختبار الخامس والأربعين بشكل عام.

### الحجم
أحرزت الصين تقدّمًا كبيرًا في تقنيات التصغير منذ الثمانينيات. كانت هنالك اتهامات، لا سيما من قبل لجنة كوكس، بأن ذلك تمّ سرًّا عبر حصول الصين على تصميم الرأس النووي من طراز دبليو88 إضافةً إلى تقنية الصواريخ البالستية الموجّهة. صرّح العلماء الصينيون أنهم أحرزوا تقدّمًا في هذه المجالات، وأن هذا التقدّم لم يكن حصيلة فعلٍ تجسّسي.
تجادل المجتمع الدّولي حول حجم القوة النووية الصينية منذ بدء امتلاك الصين هذه التقنية. بسبب السرية الصارمة حول الموضوع، من الصعب جدًا تخمين مدى حجم ومكان توضّع القوات النووية الصينية. تختلف التقديرات بمرور الوقت. قدّمت عدة تقارير للحكومة الأمريكية تقديرات تاريخية. يخمن موجز تقديري تابع لوكالة استخبارات الدفاع عام 1984 المخزون النووي الصيني بأنه مؤلف بين 150 إلى 160 رأس حربي. يقدّر تقرير صادر عن مجلس الأمن القومي الأمريكي قوة الردع النووي للصين من 60 إلى 70 صاروخ باليستي مسلّح نوويًا. يقدّر تقرير العقود القادمة الصادر عن وكالة استخبارات الدفاع عام 1999 مخزون الأسلحة النووية بين 140 إلى 157. صرّحت وزارة الدفاع الأمريكية عام 2004 بامتلاك الصين 20 صاروخًا باليستيًا عابرًا للقارات قادرًا على استهداف الولايات المتحدة. بيّن تقدير أرسلته وكالة استخبارات الدفاع عام 2006 للجنة مجلس الشيوخ الأمريكي للخدمات المسلحة «امتلاك الصين حاليًا أكثر من 100 رأس حربي نووي».

## معرض صور

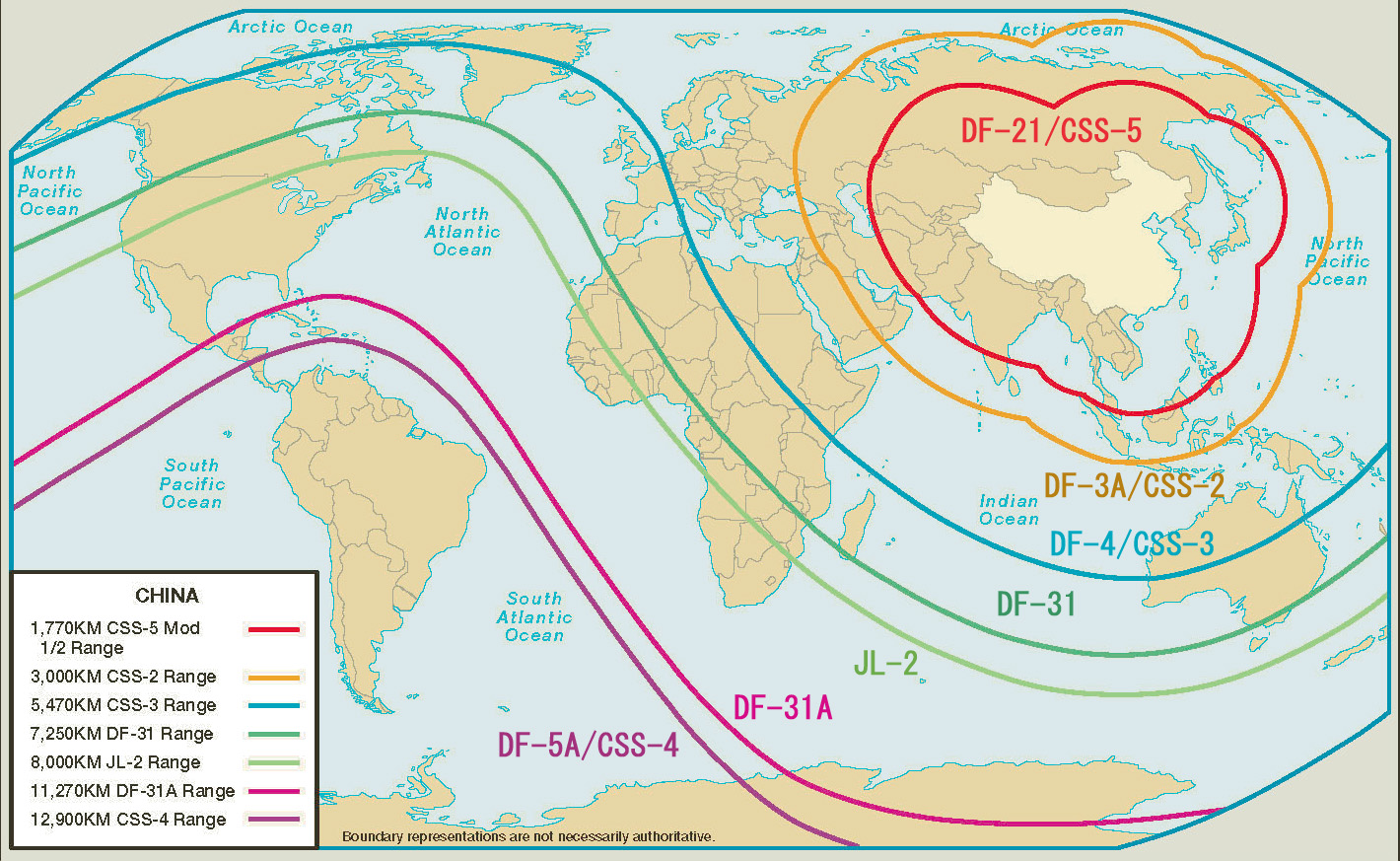
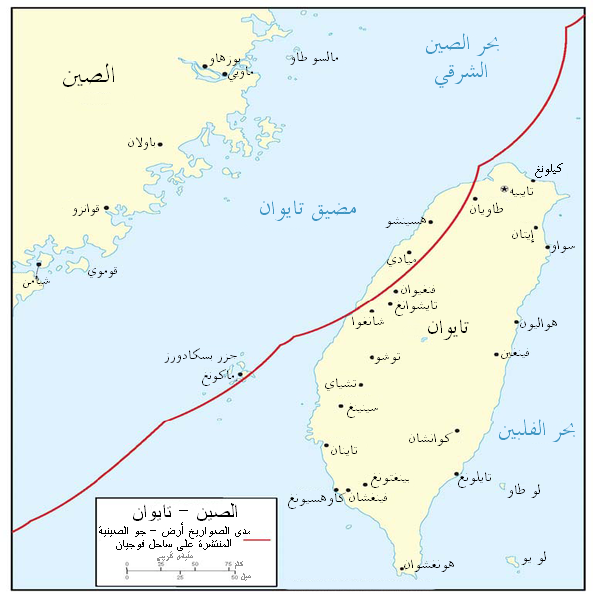
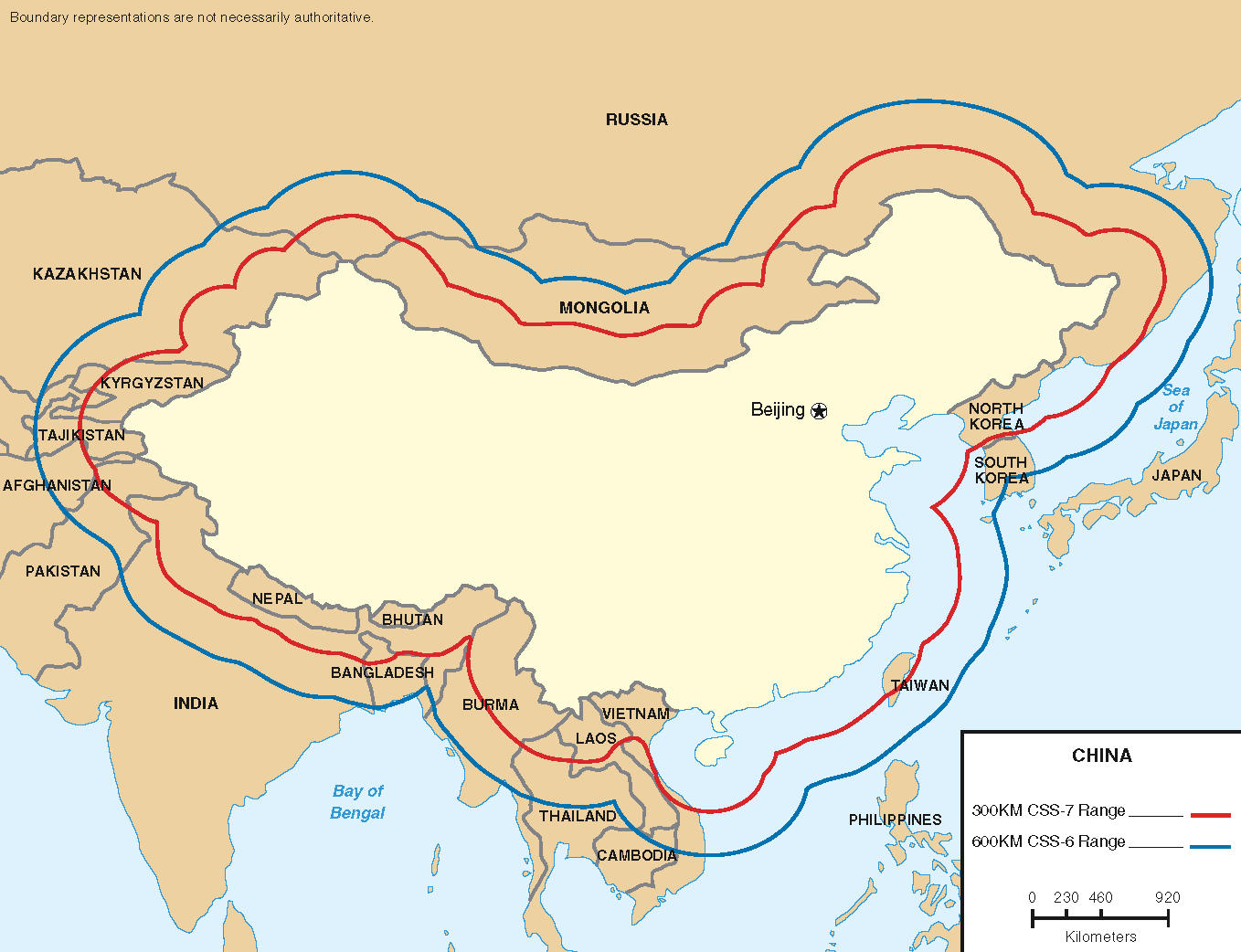